# I Campioni
I Campioni sono stati un gruppo musicale italiano attivo tra la fine degli anni cinquanta e i primi anni sessanta, fondato da Tony Dallara e Paolo Ordanini.

## Storia
Nato nel 1952 con il nome di Rocky Mountains Ol' Time Stompers, incide per la Music molto materiale, la maggior parte del quale viene poi raggruppato in sei LP (quattro in formato 25 cm. e due da 30 cm.). Nel 1954 appare nel film comico musicale Assi alla ribalta, mentre accompagna una notevole esibizione di rock dell'indimenticabile Bruno Dossena con la compagna Marisa. Nella formazione suonano Giorgio Casellato al piano, Bruno De Filippi alla chitarra, Livio Cervelleri al sax, Lino Rognoni alla batteria, Baldo Panfili alla tromba e Piero Villa al contrabbasso.
Alla fine del 1957 cambia il nome in I Campioni, quando alla voce solista si aggiunge Tony Dallara; dopo le prime esibizioni in vari locali milanesi (con un repertorio per lo più di cover dei Platters) iniziano i primi contratti per serate retribuite: il primo di una certa consistenza è al Santa Tecla (duemila lire a serata per tutto il complesso), dove si esibisce, tra gli altri, Adriano Celentano.

Lucio Battisti e Paolo Ordanini, rispettivamente chitarrista e pianista dei Campioni

Quando Dallara firma con la Music (dove lavora come fattorino), anche la band viene scritturata, e le prime incisioni non escono a nome del solo cantante ma con la denominazione I Campioni - canta Tony Dallara; i musicisti della band incidono invece da soli per la nuova casa discografica fondata dallo svizzero Walter Guertler, la Jolly, pubblicando brani propri in cui il cantante è Roby Matano (ex componente dell'orchestra Milleluci e del complesso di Dora Musumeci), che entra nel 1958 nel nucleo e in breve tempo ne diventa il leader.
La prima apparizione televisiva avviene nello stesso anno: nel corso di una puntata de Il musichiere (condotto da Mario Riva), il complesso de I Campioni presenta il  primo 45 giri, Mister Wonderful.
Tra i suoi componenti, nei primi anni, il noto chitarrista e armonicista Bruno De Filippi, autore della musica del brano Tintarella di luna (su testo di Franco Migliacci) che la band I Campioni incide per prima nel 1959, e che in seguito verrà anche interpretata da I Due Corsari e soprattutto da Mina, che la trasforma in un grande successo. De Filippi ha suonato l'armonica a bocca per artisti come Dori Ghezzi, Pino Daniele, Franco Simone, Ornella Vanoni, Enzo Jannacci, Teresa De Sio, Giorgio Gaber, Marina Barone, Mango, Toto Cutugno, Luigi Grechi, Enrico Ruggeri, Rossana Casale, Iva Zanicchi, Articolo 31 (La mia ragazza mena), Pierangelo Bertoli, Ninni Carucci, Fausto Leali, Angelo Branduardi, Jovanotti (è sua infatti l'armonica nella canzone Una tribù che balla).
Mina sente per la prima volta la canzone a Ischia: si deve esibire in un locale dell'isola insieme alla sua band, I Solitari, e ascolta prima di cantare l'esibizione del complesso i Campioni, rimanendo colpita dal brano al punto di chiedere la sera stessa a Matano e agli altri componenti l'autorizzazione per poter incidere Tintarella di luna.
Nel 1959 la band (con Roby Matano) appare nel film I ragazzi del Juke-Box di Lucio Fulci (con Betty Curtis, Fred Buscaglione, Gianni Meccia e Adriano Celentano), dove canta (da sola) la loro versione di Ciao ti dirò (incisa anche dallo stesso Celentano e da Giorgio Gaber). Sempre nel 1959 il sassofonista Fausto Papetti lascia il complesso per dedicarsi alla carriera (per altro molto ricca di soddisfazioni) di musicista solista.
Va ricordato che nella band suonò per due anni (dal 1964 al 1966) un giovane Lucio Battisti: è possibile ascoltarne la voce tra i cori nel 45 giri del 1966 con Non farla piangere (cover di Don't Make My Baby Blue degli Shadows) e Tu non ridi più (cover di Look Through Any Window degli Hollies di Graham Nash).
Nei loro più di dieci anni d'attività, i musicisti del complesso I Campioni hanno modificato il loro stile partendo dal rock and roll delle origini passando attraverso il pop per approdare, negli ultimi 45 giri, alle sonorità beat, ma suonando anche brani country (sfruttando il violino di Piero Villa e l'armonica a bocca di Bruno De Filippi).

## Formazione
- Tony Dallara (dal 1957 al 1958): voce
- Roby Matano (dal 1958 al 1967): voce
- Paolo Ordanini (dal 1957 al 1967): pianoforte
- Piero Villa (dal 1957 al 1967): basso, violino
- Bruno De Filippi (dal 1957 al 1964): chitarra, armonica a bocca
- Lucio Battisti (dal 1964 al 1966): chitarra, cori
- Fausto Papetti (dal 1957 al 1959): sassofono
- Teo Pascotto (dal 1957 al 1961): batteria
- Claudio Benedetti (dal 1959 al 1962): batteria
- Paolo Zambon (dal 1964 al 1967): batteria

## Discografia

### Album

#### Album in studio
- 1958 – I Campioni canta Tony Dallara (Music, LPM 1007; con Tony Dallara)
- 1960 – Baciare baciare (Jolly, LPJ 5016)

#### Raccolte
- 2006 - Il meglio de I Campioni (SAAR Records – CD 7530, Joker Elegance – CD 7530)

### Singoli

#### a 78 giri
- 1956 - The Rocky Mountains ol'Time Stompers (Music, ML 2215)
- The Lonely Man (canta Tony Dallara)
- The Last Round Up (canta Len Ellis)

#### a 45 giri
- 1958 – Mister Wonderful/Portame n'zieme a tte (Jolly, J 20040)
- 1958 – T'ho scritto tante e tante volte/Amore impossibile (Jolly, J 20041)
- 1959 – Ciao ti dirò/Stolen love (Jolly, J 20050)
- 1959 – Love me forever/Giungerò fino a te (Jolly, J 20056)
- 1959 – Bambola/Angelo biondo (Jolly, J 20060)
- 1959 – Io voglio/Dispettosi innamorati  (Jolly, J 20061)
- 1959 – Tintarella di luna/Amore impossibile (Jolly, J 20066)
- 1959 – Tintarella di luna/Buon dì (Jolly, J 20066; stesso numero di catalogo e stesso lato A, ma lato B diverso)
- 1960 – Triste cha cha cha/Non parlarmi d'amore (Jolly, J 20070)
- 1960 – Girotondo del finimondo/Non parlarmi d'amore (Jolly, J 20071)
- 1960 – Angelo o diavolo/Blue star (Jolly, J 20072)
- 1960 – Oh Wendy Wendy/Ciao baby ciao (Jolly, J 20081)
- 1960 – Sei terribile/Crapa pelada (Jolly, J 20082)
- 1961 – La vita è colorata/Sopra il cielo (Jolly, J 20097)
- 1961 – Ti voglio/Amo (Jolly, J 20098)
- 1961 – Baciare baciare/I tuoi occhi dicono baciami (Jolly, J 20117)
- 1961 – Dolcemente t'amerò/Sassi (Jolly, J 20123)
- 1961 – Era scritto nel cielo/Amore a Palma di Majorca (Jolly, J 20129)
- 1961 – Una piccola barca/Jolie chanson (Jolly, J 20133)
- 1961 – Chicchiriccando (Gallo matan)/Pura (Jolly, J 20145)
- 1961 – Si si Marì/Lettera senza parole (Jolly, J 20146)
- 1962 – Los pantalones/Che risate (Jolly, J 20154)
- 1962 – Ma perché / Quisaseva (Ri-Fi, NP 0011)
- 1962 – Speedy Gonzales/Una notte vicino al mare (Primary, CRA NP 91881)
- 1962 – Carosello italiano/Una notte vicino al mare (Primary, CRA NP 91891)
- 1963 – Il nostro film/Non vedo che te (Primary, CRA NP 91892)
- 1963 – Hey baby (Hey pupa)/Ma perché (Why) (Primary, CRA NP 91893)
- 1963 – Roma nun fa' la stupida stasera/Questo è lo sherry (Primary, CRA NP 91900)
- 1963 – Roma nun fa' la stupida stasera/Una notte vicino al mare (Primary, CRA NP 91909)
- 1965 – Forget domani/Sei la sola/Vieni al mare (CGD, N 9559)
- 1966 – Non farla piangere/Tu non ridi più (CAR Juke Box, JN 2415)
- 1966 – Quando torno a casa/Non c'è bisogno di parlare (Silver, XP 628)

#### a 45 giri Flexy-disc
I Flexy-disc sono incisi da un solo lato e allegati in omaggio alla rivista Il Musichiere:
- 1959 - Io sono il vento (The Red Record, N. 20006) (Il Musichiere N° 15, 16 aprile)
- 1960 - Torna a Surriento (The Red Record, N. 20058) (Il Musichiere N° 70, 5 maggio)

### EP
- 1956 - The Rocky Mountains Ol' Time Stompers vol. 1 (Music EPM 10004; inciso come The Rocky Mountains Ol'Time Stompers)
- 1956 - The Rocky Mountains Ol' Time Stompers vol. 2 (Music EPM 10005; inciso come The Rocky Mountains Ol'Time Stompers)
- 1956 - Vol. 3: Hit Tunes Of Current Films (Music EPM 10006; inciso come The Rocky Mountains Ol'Time Stompers)
- 1956 - The Rocky Mountains Ol' Time Stompers vol. 4 (Music EPM 10007; inciso come The Rocky Mountains Ol'Time Stompers)
- 1956 - The Rocky Mountains Ol' Time Stompers vol. 5 (Music EPM 10013; inciso come The Rocky Mountains Ol'Time Stompers)
- 1957 - Ol' Time Stompers with Len Ellis, vocal vol. 3 (Music EPM 10066; inciso come The Rocky Mountains)
- 1957 - The Rocky Mountains Ol'Time Stompers with Len Ellis  (Music, EPM 10067)
- 1958 - I Campioni canta Tony Dallara (Music EPM 10073; con Tony Dallara)
- 1958 - I Campioni canta Tony Dallara (Music EPM 10099; con Tony Dallara)
- 1958 - I Campioni canta Tony Dallara (Music EPM 10105; con Tony Dallara)
- 1958 - O.K.Corral (Music EPM 10114; inciso come The Rocky Mountains Ol'Time Stompers con Tony Dallara)
- 1958 - I Campioni canta Tony Dallara (Music EPM 10124; con Tony Dallara)
- 1958 - I Campioni (Jolly, EPJ 1043)
- 1959 - I Campioni (Jolly, EPJ 1050)
- 1960 - I Campioni (Jolly, EPJ 1057)
- 1961 - I Campioni (Jolly, EPJ 1064)